# 劉昭禹
劉昭禹（？—？），字休明，桂陽（今湖南郴州市）人，五代十国政治人物。

## 生平
勤奮好學，師從林寬，“為詩刻苦，不懼風雨”。湖南馬氏楚政權時，累官縣令，與廖匡圖等人同爲天策府十八學士之一。終官岩州刺史。嘗與人論詩：“五言如四十個賢人，著一字如屠沽不得。覓句者，若掘得玉合子底，必有蓋，但精心求之，必獲其寶。”
《全唐詩》存詩九首。